# Opération Tirpitz
Pour plus de détails, voir Fiche technique et Distribution.
Opération Tirpitz (Above Us the Waves) est un film britannique réalisé par Ralph Thomas, sorti en 1955.

## Synopsis
Pendant la Seconde Guerre mondiale, un commando britannique a pour mission de couler le cuirassé allemand, le Tirpitz, réfugié dans un fjord de Norvège.
Après une première tentative avortée via des torpilles guidées type « chariot » à la suite du sabordage du navire endommagé qui les emportait, l´èquipe effectue une nouvelle tentative à bord de sous-marins de poche de type X.

## Fiche technique
- Titre : Opération Tirpitz
- Titre original : Above Us the Waves
- Réalisation : Ralph Thomas
- Scénario : Robin Estridge (en), d'après les livres de James D. Benson et de Charles Esme Thornton Warren
- Production : William MacQuitty et Earl St. John
- Photographie : Ernest Steward
- Musique : Arthur Benjamin
- Montage : Gerald Thomas
- Décors : George Provis (en)
- Costumes : Joan Ellacott
- Pays : Royaume-Uni
- Format : Noir et blanc
- Genre : Drame et guerre
- Durée : 99 minutes
- Date de sortie : 29 mars 1955

## Distribution
- John Mills (VF : Michel Gudin) : le capitaine Fraser
- John Gregson (VF : Jean-François Laley) : le lieutenant Alec Duffy
- Donald Sinden (VF : Jean-Claude Michel) : le lieutenant Tom Corbett
- James Robertson Justice (VF : Serge Nadaud) : l'amiral Ryder
- Michael Medwin (VF : Pierre Trabaud) : Smart
- James Kenney (VF : Clément Thierry) : Abercrombie
- Thomas Heathcote (VF : Jean Violette) : le quartier-maître Hutchins
- Cyril Chamberlain (VF : Gérald Castrix) : le premier maître Chubb
- Leslie Weston (VF : Raymond Rognoni) : Winley
- John Horsley (VF : Claude Bertrand) : le lieutenant Anderson de la Marine royale norvégienne
- O. E. Hasse : le capitaine du Tirpitz
- Lee Patterson (en) : Cox
- William Russell : Ramsey
- Theodore Bikel : un officier allemand
- Lyndon Brook : le plongeur-navigateur du X2
- Walter Gotell : allemand au bord du Tirpitz

## Autour du film
Le film relate en fait relate les deux opérations navales successives ( noms de code Title et Source) en prenant quelques libertés avec la réalité historique.
Lors de la première partie,relatant l'attaque à l'aide de torpilles pilotées, le chalutier Arthur est ainsi rebaptisé du nom plus engageant d'Ingeborg. L'opération étant un échec (en partie à cause d'une météo épouvantable) les commandos britanniques sont exfiltrés par la résistance norvégienne vers la Suède neutre au cours d'une aventureuse randonnée à pied et à ski à travers les montagnes.
Pour la seconde partie  l'opération des X craft (sous marins de poche) la flottille d'attaque  compte 3 sous marins de poche dans le film alors qu'en fait il y en eut six dont quatre malchanceux). Il s'agit d'un Docu-fiction avant la lettre, en Noir et Blanc , sans l'emphase des productions d'Hollywood, et, s'agissant d'une production menée avec le concours de la Royal Navy et conseillé par les protagonistes réels, il rend assez bien les conditions humaines et techniques réelles de ce raid audacieux.
Le titre alternatif en français "Coulez le Tirpitz" ne rend compte qu'imparfaitement de la réalité: Après l'opération source le Trpitz, gravement endommagé, n'est pas coulé, même s'il est neutralisé pour sept mois. Très laborieusement réparé, il sera finalement chaviré et coulé , non pas par la Navy mais par la R.A.F. qui dut mettre en oeuvre les monstrueuses bombes de 6 tonnes inventées par l'ingénieur Barnes Wallis